# Campanula pelviformis
Campanula pelviformis ist eine Pflanzenart aus der Gattung der Glockenblumen (Campanula) in der Familie der Glockenblumengewächse (Campanulaceae).

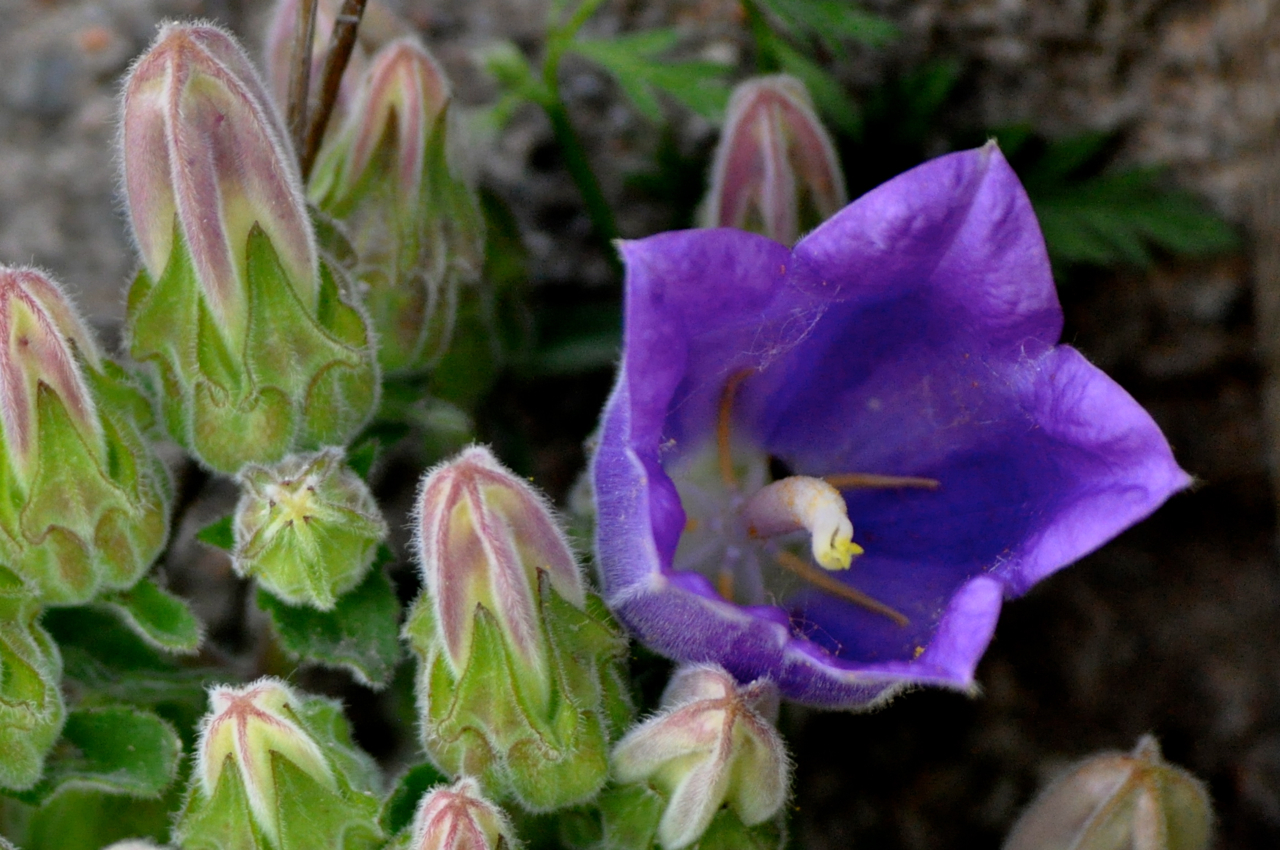
Blüten

## Merkmale
Campanula pelviformis ist ein zweijähriger Hemikryptophyt, der Wuchshöhen von 20 bis 50 Zentimeter erreicht. Der Stängel ist einfach oder wenig verzweigt und rauhaarig. Die grundständigen Blätter sind länglich-eiförmig und am Rand gekerbt.
Die Blüten sind in Trauben oder Trugdolden angeordnet. Die Krone misst 30 × 20 25 Millimeter und ist breit glockig.
Die Blütezeit reicht von April bis Juni.

## Vorkommen
Campanula pelviformis ist auf Kreta in der Präfektur Lasithi endemisch. Die kalkliebende Art wächst auf Kalkfelsen, Schutt, Wäldern und Straßenböschungen in Höhenlagen von 0 bis 950 Meter.

## Taxonomie
Campanula pelviformis wurde 1785 durch Jean-Baptiste de Lamarck in Encyclopédie Méthodique. Botanique ... Band 1 Teil 2 Seite 586 erstbeschrieben.

## Belege
- Ralf Jahn, Peter Schönfelder: Exkursionsflora für Kreta. Mit Beiträgen von Alfred Mayer und Martin Scheuerer. Eugen Ulmer, Stuttgart (Hohenheim) 1995, ISBN 3-8001-3478-0, S. 296.